# Union jack-kavaj

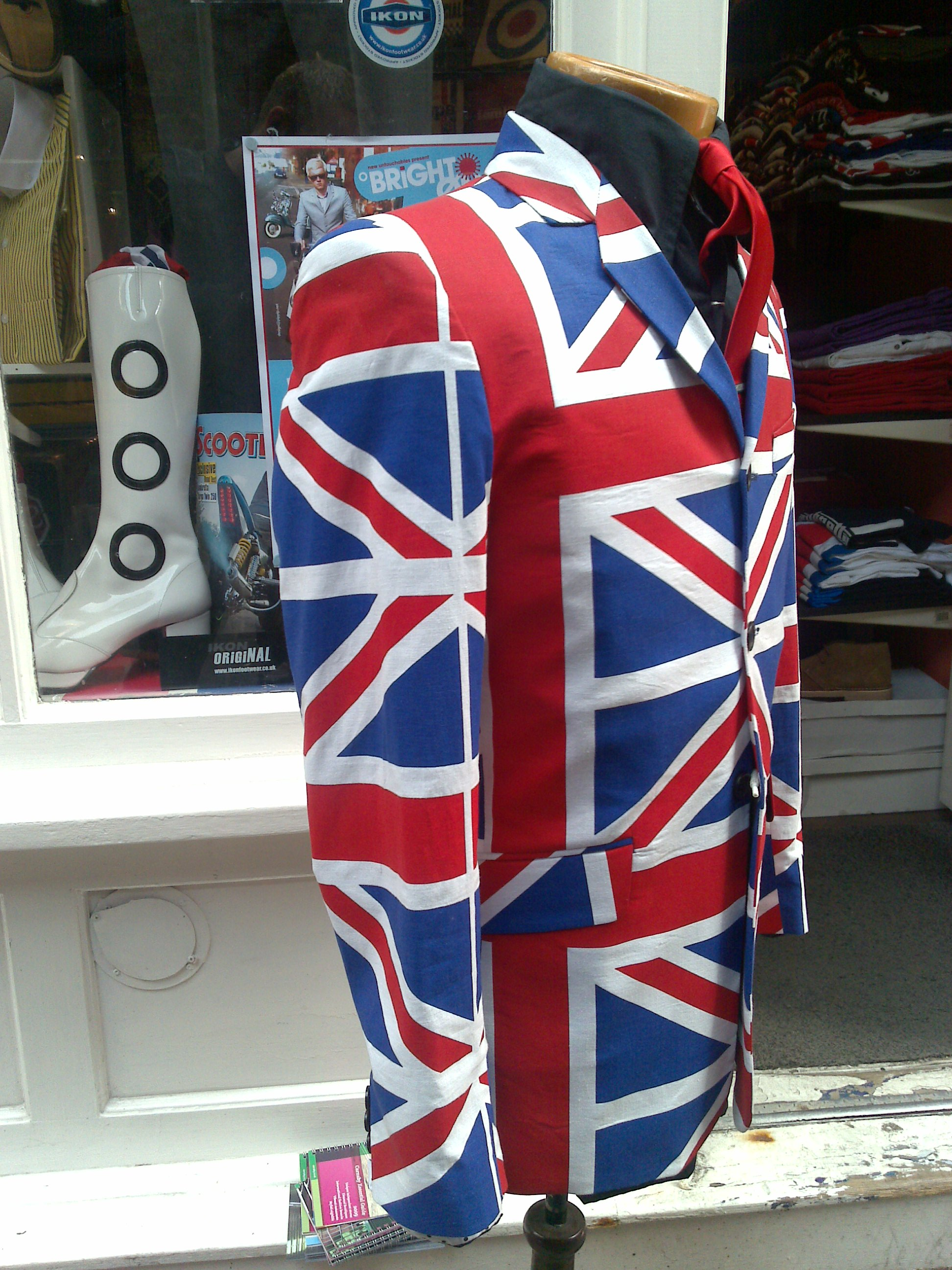
En Union jack-kavaj

En Union Jack-kavaj är en kavaj som är sydd av en brittisk flagga (Union Jack). Kavajen användes oftast av artister på 1960-talet inom tidsperioden British invasion. Om man vill ha en Union Jack-Kavaj så måste man antingen köpa en begagnad eller själv sy en av en flagga av bomullstyg. Pete Townshend och John Entwistle från gruppen The Who brukade använda sådana kavajer.